# Comissão Interamericana de Direitos Humanos
A Comissão Interamericana de Direitos Humanos (CIDH) é um órgão de natureza executiva, composta por sete juristas de diferentes nacionalidades do continente americano, que visa a promoção, observância e defesa dos Direitos Humanos. A CIDH foi criada pela Carta da OEA e desenvolvida pela Convenção Americana sobre Direitos Humanos, também conhecida como Pacto de São José.
A Comissão Interamericana de Direitos Humanos, ao lado da Corte Interamericana de Direitos Humanos, é uma das duas entidades que integram o Sistema Interamericano de Proteção aos Direitos Humanos. Ao contrário da Corte, que possui função judicial, cabe à CIDH atuar no recebimento e processamento das petições individuais e das comunicações interestatais.

## Histórico
O sistema interamericano de proteção dos direitos humanos surgiu com a adoção da Declaração Americana dos Direitos e Deveres do Homem pela OEA e da Declaração Universal dos Direitos Humanos, cuja resolução é datada de 10 de dezembro de 1948.
A CIDH foi criada em 1959. Realizou sua primeira reunião em 1960 e sua primeira visita in loco para inspecionar a situação dos direitos humanos na República Dominicana, em 1961.

## Funções
A Comissão, com relação aos Estados-membros da OEA, tem as seguintes atribuições:
- Receber, analisar e investigar petições individuais em que se alega que Estados Membros da OEA que ratificaram a Convenção Americana ou aqueles Estados que ainda não a tenham ratificado violaram direitos humanos.
- Observar o cumprimento geral dos direitos humanos nos Estados membros, e quando o considerar conveniente, publicar informações especiais sobre a situação em um Estado específico.
- Realizar visitas in loco aos países para analisar em profundidade a situação geral, e/ou para investigar uma situação particular.
- Estimular a consciência pública dos direitos humanos nos países da América.
- Fazer recomendações aos Estados membros da OEA acerca da adoção de medidas que contribuam para a proteção dos direitos humanos nos países do Continente.
- Solicitar aos Estados membros que adotem “medidas cautelares” específicas, conforme presente no artigo 25 de seu Regulamento, para prevenir danos irreparáveis às pessoas ou ao objeto de uma petição à CIDH em casos graves e urgentes.
- Apresentar casos à jurisdição da Corte Interamericana e atua frente à Corte durante os trâmites e a consideração de determinados litígios.
- Solicitar opiniões consultivas à Corte Interamericana conforme disposto no artigo 64 da Convenção Americana
- Receber e examinar comunicados nos quais um Estado parte alegue que outro Estado parte cometeu violações dos direitos humanos reconhecidos na Convenção Americana, de acordo com o artigo 45 de tal documento.

### Atribuições com relação aos Estados signatários da Convenção Americana
- Diligenciar as petições e outras comunicações, de conformidade com o disposto nos artigos 44 a 51 da Convenção;
- Comparecer diante da Corte Interamericana de Direitos Humanos, nos casos previstos pela Convenção;
- Solicitar à Corte Interamericana de Direitos Humanos que tome as medidas provisionais que considere pertinentes em assuntos graves e urgentes que ainda não estejam submetidos a seu julgamento, quando se julgue necessário para evitar danos irreparáveis às pessoas;
- Consultar a Corte acerca da interpretação da Convenção ou de outros tratados internacionais sobre a proteção dos Direitos Humanos entre os Estados americanos;
- Submeter à consideração da Assembleia Geral da OEA projetos de protocolos adicionais à Convenção Interamericana de Direitos Humanos, com o fim de incluir progressivamente ao regime de proteção da mesma outros direitos e liberdades; e
- Submeter à Assembleia Geral para que, julgando conveniente, e por condução pelo Secretário Geral, propostas de emenda à Convenção.

### Atribuições com relação aos Estados que não são signatários da Convenção Americana
- Prestar particular atenção à tarefa de observância dos Direitos Humanos mencionados nos artigos I, II, III, IV, XVIII, XXV e XXVI da Declaração;
- Examinar as comunicações que lhe sejam dirigidas e qualquer informação disponível; dirigir-se ao governo de qualquer dos Estados-membros não signatários da Convenção, com o fim de obter as informações que considere pertinentes e formular-lhes recomendações, quando assim julgar apropriado, para tornar mais efetiva a observância dos Direitos Humanos fundamentais;
- Verificar, como medida prévia ao exercício da atribuição anterior, se os processos e recursos de cada Estado-membro não signatário da Convenção foram devidamente aplicados e esgotados.

## Estrutura

### Relatorias
O trabalho como comissionado não é remunerado.
As relatorias sobre Liberdade de Expressão e sobre Direitos Econômicos, Sociais, Culturais e Ambientais são as duas relatorias especiais da CIDH e possuem um relator dedicado em tempo integral ao cargo.
As demais relatorias estão a cargo dos comissionados, que exercem outras funções na CIDH.
- Relatoria sobre os Direitos da Mulher
- Relatoria sobre os Direitos da Criança
- Relatoria sobre Defensores de Direitos Humanos
- Relatoria sobre os Direitos dos Povos Indígenas
- Relatoria Especial sobre a Liberdade de Expressão
- Relatoria sobre Trabalhadores Migrantes e suas Famílias
- Relatoria sobre os Direitos das Pessoas Privadas de Liberdade
- Relatoria sobre os Direitos Econômicos, Sociais, Culturais e Ambientais
- Relatoria sobre os Direitos dos Afrodescendentes e contra a Discriminação Racial
- Relatoria sobre os Direitos Econômicos, Sociais, Culturais e Ambientais

### Composição
A Comissão é composta por sete juristas eleitos por mérito e títulos pessoais, e não como representantes de nenhum governo, mas representam aos países membros da Organização dos Estados Americanos (OEA). Sua sede em Washington, DC. Seus membros devem ser pessoas da mais elevada autoridade moral, e reconhecido saber jurídico em matéria de Direitos Humanos. Não podem compor a Comissão mais de um nacional de um mesmo Estado.
Os membros da Comissão são eleitos a título pessoal pela Assembleia Geral da OEA, de uma lista de candidatos proposta pelos governos dos Estados-membros. São eleitos para um período de quatro anos, sendo permitida uma única reeleição.

### Membros atuais
| Nome                                                      | Estado  | Posição                  | Eleição | Mandato   |
| --------------------------------------------------------- | ------- | ------------------------ | ------- | --------- |
| Joel Hernández García                                     | México  | Presidente               | 2017    | 2018–2021 |
| Antonia Urrejola Noguera                                  | Chile   | Primeiro Vice-Presidente | 2017    | 2018–2021 |
| Margarette May Macaulay                                   | Jamaica | Comissária               | 2015    | 2016–2023 |
| Esmeralda Arosemena de Troitiño                           | Panamá  | Comissária               | 2015    | 2016–2023 |
| Julissa Mantilla Falcón                                   | Peru    | Comssária                | 2019    | 2020–2023 |
| Edgar Stuardo Ralón Orellana                              | Chile   | Comissário               | 2019    | 2020–2023 |
| Fonte: http://www.oas.org/pt/cidh/mandato/composicion.asp |         |                          |         |           |

### Antigos Comissionados
| Mandato                                                   | Estado                        | Comissários                     | Presidente  |
| --------------------------------------------------------- | ----------------------------- | ------------------------------- | ----------- |
| 1960–1963                                                 | Venezuela                     | Rómulo Gallegos                 | 1960        |
| 1960–1964                                                 | El Salvador                   | Reynaldo Galindo Pohl           |             |
| 1960–1968                                                 | Equador                       | Gonzalo Escudero                |             |
| 1960–1972                                                 | Costa Rica                    | Ángela Acuña de Chacón          |             |
| 1960–1972                                                 | EUA                           | Durward V. Sandifer             |             |
| 1960–1972                                                 | Chile                         | Manuel Bianchi Gundián          |             |
| 1960–1979                                                 | México                        | Gabino Fraga                    |             |
| 1964–1968                                                 | Uruguai                       | Daniel Hugo Martins             |             |
| 1964–1983                                                 | Brasil                        | Carlos A. Dunshee de Abranches  |             |
| 1968–1972                                                 | Peru                          | Mario Alzamora Valdez           |             |
| 1968–1972                                                 | Uruguai                       | Justino Jiménez de Arechega     |             |
| 1972–1976                                                 | Argentina                     | Genaro R. Carrió                |             |
| 1972–1976                                                 | EUA                           | Robert F. Woodward              |             |
| 1972–1985                                                 | Venezuela                     | Andrés Aguilar                  |             |
| 1976–1979                                                 | Guatemala                     | Carlos García Bauer             |             |
| 1976–1979                                                 | Costa Rica                    | Fernando Volio Jiménez          |             |
| 1976–1983                                                 | EUA                           | Tom J. Farer                    |             |
| 1976–1978                                                 | Colombia                      | José Joaquín Gori               |             |
| 1978–1987                                                 | Colombia                      | Marco Gerardo Monroy Cabra      |             |
| 1980–1987                                                 | El Salvador                   | Franciso Bertrand Galindo       |             |
| 1980–1985                                                 | México                        | César Sepúlveda                 |             |
| 1980–1985                                                 | Costa Rica                    | Luis Demetrio Tinoco Castro     |             |
| 1984–1988                                                 | EUA                           | R. Bruce McColm                 |             |
| 1984–1987                                                 | Bolívia                       | Luis Adolfo Siles Salinas       |             |
| 1984–1991                                                 | Brasil                        | Gilda Maciel Correa Russomano   |             |
| 1986–1989                                                 | Argentina                     | Elsa Kelly                      |             |
| 1986–1993                                                 | Venezuela                     | Marco Tulio Bruni-Celli         |             |
| 1986–1993                                                 | Barbados                      | Oliver H. Jackman               |             |
| 1988–1991                                                 | EUA                           | John Reese Stevenson            |             |
| 1988–1995                                                 | Honduras                      | Leo Valladares Lanza            |             |
| 1988–1995                                                 | Jamaica                       | Patrick Lipton Robinson         |             |
| 1990–1997                                                 | Argentina                     | Óscar Luján Fappiano            |             |
| 1992–1995                                                 | EUA                           | Michael Reisman                 |             |
| 1994–1997                                                 | Trinidad and Tobago           | John S. Donaldson               | 1997        |
| 1998–1999                                                 | Barbados                      | Sir Henry de Boulay Forde       |             |
| 1992–1999                                                 | Colombia                      | Álvaro Tirado Mejía             | 1995        |
| 1996–1999                                                 | Venezuela                     | Carlos Ayala Corao              | 1998        |
| 1996–1999                                                 | Haiti                         | Jean-Joseph Exumé               |             |
| 1994–2001                                                 | Chile                         | Claudio Grossman                | 1996 e 2001 |
| 1998–2001                                                 | Brasil                        | Hélio Bicudo                    | 2000        |
| 1999–2001                                                 | Barbados                      | Peter Laurie                    |             |
| 2002–2002                                                 | Peru                          | Diego García Sayán              |             |
| 1996–2003                                                 | EUA                           | Robert K. Goldman               | 1999        |
| 2000–2003                                                 | Guatemala                     | Marta Altolaguirre Larraondo    | 2003        |
| 2000–2003                                                 | Argentina                     | Juan E. Méndez                  | 2002        |
| 2000–2003                                                 | Equador                       | Julio Prado Vallejo             |             |
| 2002–2005                                                 | Peru                          | Susana Villarán                 |             |
| 2001–2005                                                 | Chile                         | José Zalaquett                  | 2004        |
| 2004–2007                                                 | Paraguai                      | Evelio Fernández Arévalos       | 2006        |
| 2004–2007                                                 | Venezuela                     | Freddy Gutiérrez                |             |
| 2002–2009                                                 | Antigua e Barbuda             | Sir Clare Kamau Roberts         |             |
| 2004–2009                                                 | El Salvador                   | Florentín Meléndez              |             |
| 2006–2009                                                 | Argentina                     | Víctor Abramovich               |             |
| 2006–2009                                                 | EUA                           | Paolo Carozza                   | 2008        |
| 2004–2011                                                 | Brasil                        | Paulo Sérgio Pinheiro           |             |
| 2008–2011                                                 | Venezuela                     | Luz Patricia Mejía              | 2009        |
| 2009–2011                                                 | El Salvador                   | María Silvia Guillén            |             |
| 2010–2013                                                 | Colombia                      | Rodrigo Escobar Gil             |             |
| 2010–2013                                                 | EUA                           | Dinah Shelton                   |             |
| 2008–2015                                                 | Chile                         | Felipe González Morales         | 2010        |
| 2012–2015                                                 | Santa Lúcia Trindade e Tobago | Rose-Marie Belle Antoine        | 2015        |
| 2012–2015                                                 | Jamaica                       | Tracy Robinson                  | 2014        |
| 2012–2015                                                 | Paraguai                      | Rosa María Ortiz                |             |
| 2017–2019                                                 | Colombia                      | Luis Ernesto Vargas Silva       |             |
| 2017–2019                                                 | Peru                          | Francisco José Eguiguren Praeli |             |
| 2016–2019 e 2018–2021                                     | Brasil                        | Flávia Piovesan                 |             |
| Fonte: http://www.oas.org/pt/cidh/mandato/composicion.asp |                               |                                 |             |